# Rossen Iwanow
Rossen Iwanow (auch Rosen Ivanov transliteriert, bulgarisch Росен Иванов; * 1966 in Pernik) ist ein bulgarischer Jurist und Politiker und seit Dezember 2010 Minister ohne Geschäftsbereich (2009–2010). Zuvor leitete er die Agentur für die im Ausland lebenden Bulgaren. Er ist verheiratet und hat ein Kind.
2010 wurde bekannt, dass ein Großteil der bulgarischen Botschafter und Konsuln Mitarbeiter der ehemaligen kommunistischen Staatssicherheit (siehe Außenpolitik Bulgariens) waren. In diesem Zusammenhang und wegen der Bereitschaft des Ministerpräsidenten Bojko Borissow und des Außenministers Nikolaj Mladenow sich von solchen Mitarbeiten zu trennen, trat der Vorgänger von Rossen Iwanow, Boschidar Dimitrow – Minister ohne Geschäftsbereich und zuständig für die im Ausland lebenden Bulgaren, zurück. Rosen Iwanow wurde sein Nachfolger.